# Cercine glenoideo
Il cercine glenoideo o labbro glenoideo è un anello fibro-cartilagineo fissato attorno al margine della cavità glenoidea della scapola. L'articolazione della spalla è un'enartrosi, benché la cavità glenoidea sia abbastanza superficiale e piccola; infatti copre al massimo solo un terzo della testa dell'omero. Lo spazio che accoglie la testa dell'omero è tuttavia accresciuto dal labbro glenoideo ma soltanto nella misura di un altro terzo. La discordanza che ne risulta è motivo di grande instabilità dell'articolazione e quindi di possibili lussazioni.
Il labbro è a sezione triangolare, la base è fissata alla circonferenza della cavità, mentre il margine libero è sottile e appuntito.
Superiormente si continua nel tendine del capo lungo del muscolo bicipite brachiale, che si divide in due fasci, i quali si fondono con il tessuto fibroso del cercine.
Amplia la cavità articolare e protegge i bordi del tessuto osseo, ciò stabilizza (stabilità statica) l'articolazione gleno-omerale (GO) e consente alla spalla una vastissima gamma di movimenti, maggiore di qualsiasi altra articolazione nel corpo.